# Elisabeth Schneider-Schneiter
Elisabeth Schneider-Schneiter (Basilea, 19 febbraio 1964) è una politica e avvocata svizzera, appartenente all'Alleanza del Centro (AdC) e precedentemente al Partito Popolare Democratico (PPD). Dal 2010 è membro del Consiglio nazionale per il canton Basilea Campagna.

## Biografia

### Studi e carriera professionale
Dopo aver conseguito la maturità al Ginnasio di Basilea nel 1984, ha studiato giurisprudenza all'Università di Basilea. Successivamente, ha svolto un periodo di tirocinio presso il Consiglio di Stato di Basilea Campagna e poi lavorò nell'amministrazione dei comuni di Therwil e Biel-Benken. Di professione giurista, Schneider-Schneiter è presidente della Camera di commercio delle due Basilea, e presidente della banca Raiffeisen di Basilea. È inoltre membro del consiglio di amministrazione dell'azienda energetica Primeo Energie, del gruppo di interesse farmaceutico IG biomedizinische Forschung und Innovation, di economiesuisse, di Verein für lösungsorientierte Politik ("Associazione per una politica orientata alle soluzioni"), di Statistisch-Volkswirtschaftliche Gesellschaft Basel ("Società basilese di statistiche economiche") e vicepresidente di Svizra27.

### Attività politica
Da luglio 1999 a settembre 2010 fu membro del Gran Consiglio del canton Basilea Campagna, che ha presieduto dal 2006 al 2007. Dal 2007 al 2010 ha rappresentato il gruppo PPD/PEV al Gran Consiglio.

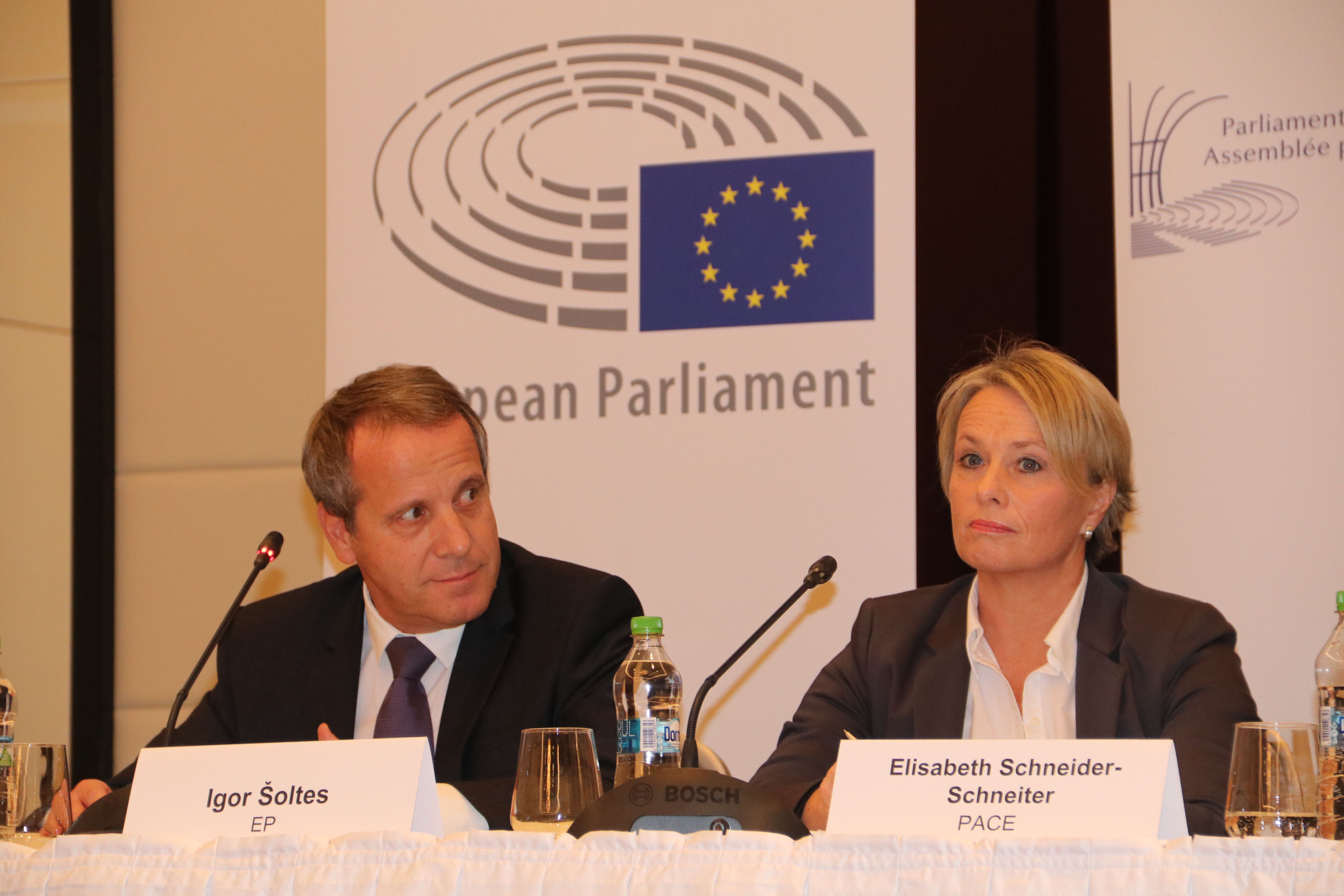
Elisabeth Schneider-Schneiter a Chișinău come membro della Delegazione presso l'Assemblea parlamentare del Consiglio d'Europa

Alle elezioni federali del 2007 venne candidata con il PPD al Consiglio nazionale per il canton Basilea Campagna, risultando la prima dei non eletti del partito con 12 041 voti. Tuttavia, a seguito delle dimissioni di Kathrin Amacker, Schneider-Schneiter le subentrò in Consiglio nazionale il 29 novembre 2010.
Dal 2010 è membro della Commissione della politica estera, di cui fu anche presidente dal 2017 al 2019. Dal 2015 al 2020 fece parte della Delegazione presso l'Assemblea parlamentare del Consiglio d'Europa, e dal 2011 al 2015 fu membro della Commissione della scienza, dell'educazione e della cultura. Fu anche membro della presidenza del PPD.
Nel 2018 la sezione cantonale di Basilea Campagna del Partito Popolare Democratico la propose come candidata al Consiglio federale in sostituzione di Doris Leuthard. Alla fine però il partito preferirà candidare Viola Amherd e Heidi Z’graggen.

### Vita privata
Elisabeth Schneider-Schneiter è cresciuta a Hofstetten-Flüh, dove i genitori possedevano una fattoria, con altri 4 fratelli e sorelle. Sposata con due figli, risiede a Biel-Benken.

## Opinioni politiche
Il quotidiano Le Temps l'ha collocata nell'ala destra del PPD. Tale opinione era condivisa anche dal Neue Zürcher Zeitung, che evidenziò le sue posizioni a favore del divieto del burqa, all'innalzamento dell'età pensionabile, e alla liberalizzazione degli orari di apertura dei negozi, e la sua opposizione alle quote per le donne nei consigli di amministrazione e al rilassamento del segreto bancario. D'altra parte, il quotidiano sottolineò come nel suo cantone di provenienza venisse considerata appartenente all'ala sinistra del PPD.
Nel 2019, secondo il quotidiano Tages-Anzeiger, Elisabeth Schneider-Schneiter era la consigliera nazionale che votava più spesso in accordo con la maggioranza in Consiglio nazionale, il 98,5% delle volte. Si impegnò per la riunificazione dei cantoni di Basilea Città e Basilea Campagna, proposta bocciata dagli elettori di Basilea Campagna in un referendum del 2014. Tale bocciatura venne definita da Schneider-Schneiter come «il più suo grande fallimento».
In politica estera, Elisabeth Schneider-Schneiter promosse nel 2019 un riallacciamento dei rapporti diplomatici e economici con l'Arabia Saudita, interrotti a seguito dell'omicidio di Jamal Khashoggi, sostenendo che tale riavvicinamento fosse necessario per il raggiungimento di una soluzione diplomatica per la guerra civile in Yemen. A questo proposito, a febbraio 2018 votò contro una mozione dello stesso partito che proponeva di bloccare le esportazioni di armi ai paesi partecipanti alla guerra in Yemen. Si dichiarò anche favorevole al raggiungimento di un accordo quadro con l'Unione Europea e alla stabilizzazione delle relazioni con la Svizzera.